# 蒙蒂尼叙克雷西
蒙蒂尼叙克雷西（法語：Montigny-sur-Crécy，法語發音：[mɔ̃tiɲi syʁ kʁesi]，意为“克雷西上方的蒙蒂尼”）是法国上法蘭西大區埃纳省的一个市镇，属于拉昂区。

## 地名
与通常在法语地名中表示“在……河畔”之意的“sur”不同，该地名Montigny-sur-Crécy中的“sur”意为“在……上方”，表示名为蒙蒂尼（Montigny）的该地与克雷西（Crécy）的位置关系，并以“克雷西上方的蒙蒂尼”之名区分其他的“蒙蒂尼”，且事实上在该地附近也并无“克雷西河”存在。

## 地理
蒙蒂尼叙克雷西（49°42'57"N, 3°35'5"E）面积8.53 平方千米，位于法国上法蘭西大區埃纳省，该省份为法国北部内陆省份，北起北部省，西接索姆省和瓦兹省，东临阿登省和马恩省，西南至塞纳-马恩省，东北部与比利时接壤。
与蒙蒂尼叙克雷西接壤的市镇（或旧市镇、城区）包括：塞尔河畔阿西斯、塞尔河畔克雷西、舍夫勒西堡、梅布勒库尔-里什库尔、帕尔尼莱布瓦、塞尔河畔普伊。

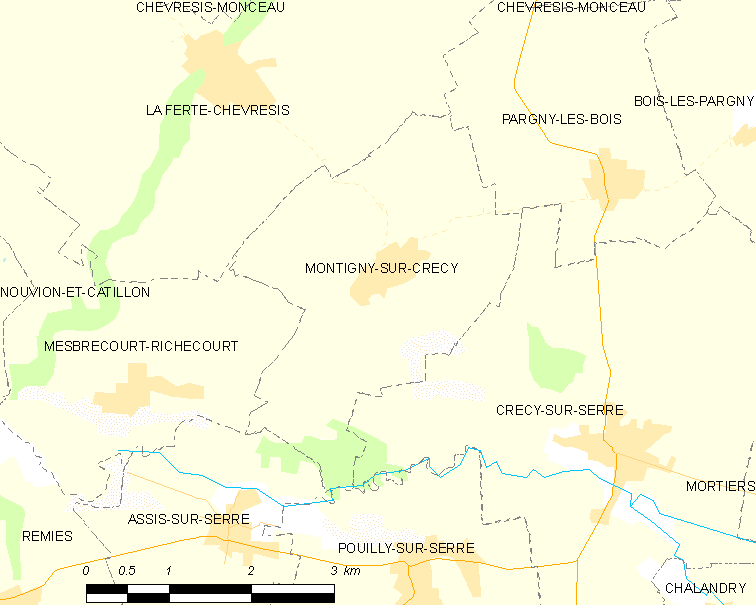
蒙蒂尼叙克雷西的OSM定位图

蒙蒂尼叙克雷西的时区为UTC+01:00、UTC+02:00（夏令时）。

## 行政
蒙蒂尼叙克雷西的邮政编码为02270，INSEE市镇编码为02517。

## 政治
蒙蒂尼叙克雷西所属的省级选区为马尔勒县。

## 人口

1962-2008年间蒙蒂尼叙克雷西人口变化图示

蒙蒂尼叙克雷西于2022年1月1日时的人口数量为299人。